# ميتسو أوكي
ميتسو أوكي (بالإنجليزية: Mitsuo Aoki)‏ هو عالم عقيدة أمريكي، ولد في 4 ديسمبر 1914 في Hawi, Hawaii ‏ في الولايات المتحدة، وتوفي في 19 أغسطس 2010 في هونولولو في الولايات المتحدة.